# Josef Troyer (Bildhauer)
Josef Troyer (* 24. Juli 1909 in Wallhorn, Gemeinde Prägraten, Osttirol; † 3. September 1998) war ein österreichischer Bildhauer und Maler.

## Leben
Bereits in der Volksschule fiel Troyer mit originellen Holzschnitzereien auf und besuchte im Anschluss die von Bruno Costa geleitete Landesschnitzschule in St. Jakob in Defereggen. Mit 18 Jahren erhielt er seinen ersten Auftrag, als Friedrich Funder ihn ein Kruzifix für das Herold-Verlagshaus in Wien schnitzen ließ. Mit Unterstützung von Josef Schnitt, dem Rektor der Wiener Sängerknaben, der jeden Sommer mit den Buben in Hinterbichl verbrachte und der sein Talent erkannte, konnte er in Wien studieren, zunächst von 1929 bis 1933 an der Kunstgewerbeschule Wien und anschließend von 1934 bis 1938 an der Akademie der bildenden Künste bei Anton Hanak, Albert Bechtold und Ferdinand Andri. Er erhielt mehrere Stipendien und Preise, darunter den Meisterschulpreis, und schloss in der Meisterklasse für Freskomalerei ab.
Nach Kriegsdienst und Gefangenschaft kehrte er zunächst nach Prägraten zurück und konnte einen Raum im Feuerwehrhaus von Virgen als Werkstatt nutzen. Auch als er wieder in Wien lebte, blieb er seiner Osttiroler Heimat durch Ferienaufenthalte und Aufträge verbunden. In Wien war er mit zahlreichen Aufgaben beim Wiederaufbau des Stephansdoms beteiligt und wurde Dombildhauer. 1952 wurde er Mitglied des Wiener Künstlerhauses. Im selben Jahr heiratete er im Stephansdom die Wiener Lehrerin Gretl Helm. Ab 1981 lebte er die meiste Zeit des Jahres in Prägraten, war aber weiterhin künstlerisch tätig.
Troyer schuf hauptsächlich religiöse Skulpturen, besonders auch Krippen, daneben Fresken, Gemälde und Holzschnitte. Er hatte Ausstellungen in Lienz, Wien und Belgien.
Troyer war auch ein begeisterter Alpinist, der den Großvenediger mehr als hundert Mal und den Großglockner mehr als fünfzig Mal bestiegen hat.

## Auszeichnungen
- Berufstitel Professor
- Ehrenring des Künstlerhauses Wien
- Ehrenbürger von Prägraten

## Werke

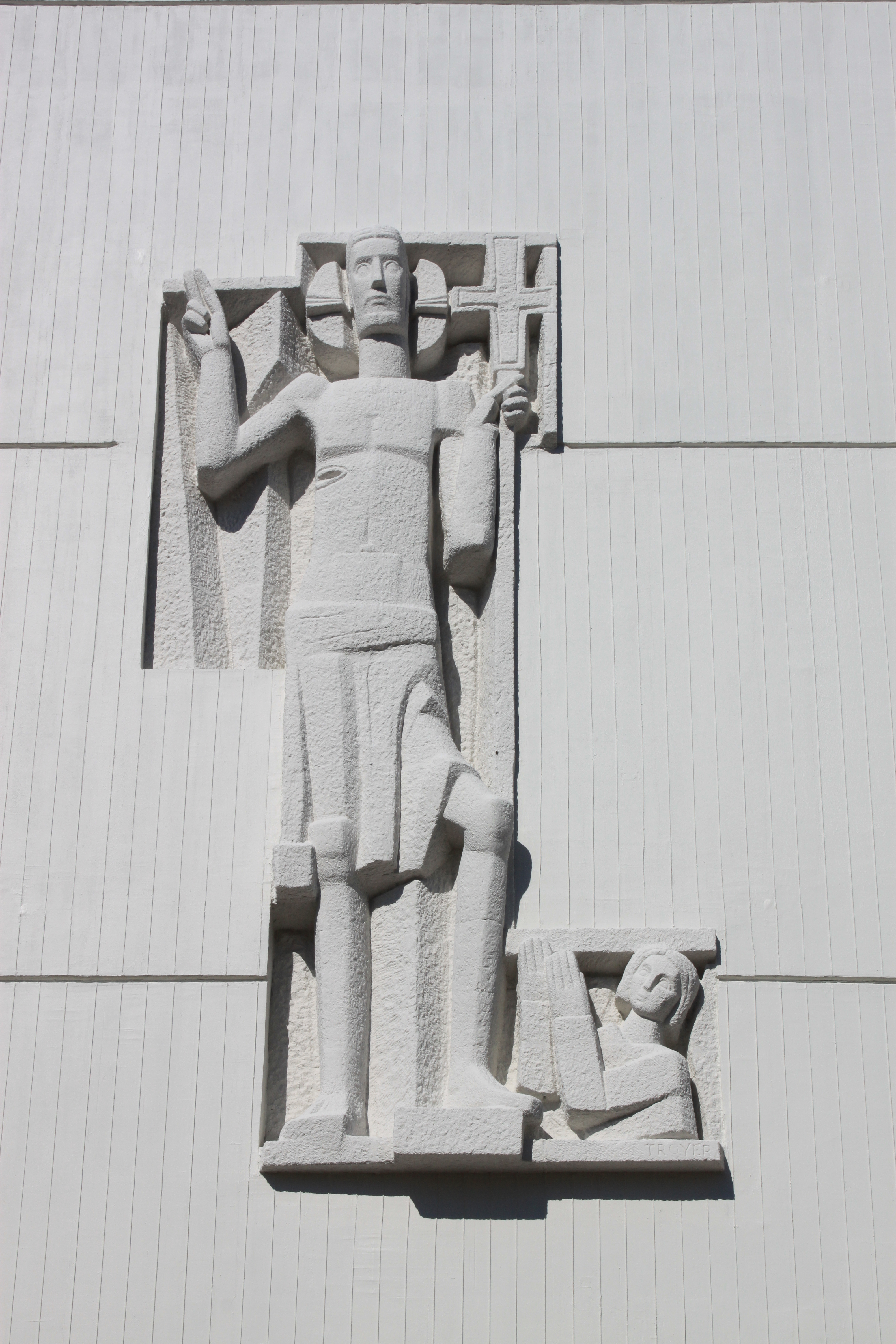
Betonrelief Auferstandener an der Pfarrkirche hl. Franz von Sales in Wien-Favoriten

- Umgestaltung der Kriegerkapelle, Innervillgraten, 1949/1950[1]
- Reliefs an der Kassettendecke, Herz-Jesu-Kirche, Lienz, um 1950[2]
- Fresken an der Chorwand und am Triumphbogen, Kreuzweg, Statue des hl. Michael über dem Vorhallengiebel, Münzgrabenkirche, Graz, 1954–1963[3]
- Kreuzweg, Pfarrkirche Bad Traunstein, um 1960
- Betonrelief Christus der Auferstandene an der Fassade, Tabernakel, Pfarrkirche zum heiligen Franz von Sales, Wien-Favoriten, 1962/63[4]
- Mosaik Der hl. Franziskus empfängt die Wundmale, Pfarrkirche hl. Andreas, Prägraten, 1971[5]
- Relief des Auferstandenen, Friedhofskapelle Prägraten, 1989[6]
- Pietà aus Zirbenholz, Pfarrkirche Liesing, Wien
- Altar und Tabernakel, Kapelle hl. Raffael im Schwestern- und Kinderheim der Benediktinerinnen der Anbetung, Wien-Simmering